# Воррен Льюїс
Воррен Гамільтон (В. Г.) Льюїс (англ. Warren Hamilton (W. H.) Lewis; 16 червня, 1895 — 9 квітня, 1973) — ірландський історик, офіцер британської армії, більш відомий як старший брат письменника Клайва Льюїса. Воррен Льюїс був офіцером постачання Королівського корпусу забезпечення британської піхоти під час та після Першої Світової Війни. Після виходу на пенсію в 1932 році жив зі своїм братом в Оксфорді, де був одним із членів-засновників неофіційної літературної спілки, що мала назву «Іклінґи». Він писав про французьку історію, також виконував обов'язки секретаря свого брата в останні роки його життя.

## Юність
Клайв Льюїс писав про свого старшого брата Воррена («Ворні»): «Мій найдорожчий і найліпший друг». Близькими друзями вони стали ще в дитинстві, коли разом грали у своєму домі «Мале пасовище», на околиці Белфасту. Вони разом написали та проілюстрували історії про свій вигаданий світ, який вони назвали «Боксеном» (поєднання історій Воррена про Індію й історій Клайва про «Країну звірів»). У 1908 році їхня мати померла від раку. Через те, що їхній батько повністю замкнувся в собі, Клайв («Джек») та Воррен були єдиною підтримкою та втіхою один для одного. Незабаром після смерті матері Джек перетнув ірландський канал, аби приєднатися до Воррена в англійській школі-інтернаті Віньярд у Вотфорді, Гартфордшир, на північному сході від Лондона. Там їм обом довелося витримувати суворого директора школи — Роберта Капрона. Воррен навчався в цій школі ще з 10 травня 1905 року, за ініціативою своєї матері, Флори. У 1909-му Воррена перевели в Малвернський коледж у Вустерширі. Його брат приєднався до нього через декілька років. Воррен закінчив навчання в Малверні в 1913 році.

## Військова служба
Воррен брав приватні уроки у Вільяма Т. Кіркпатрика протягом чотирьох місяців підготовки до вступного іспиту в армію. Починаючи з 10 вересня 1913 року, він фінішував серед 201 кандидата, що складали іспит, і виграв кадетську стипендію, з якою 4 лютого 1914 року вступив до Королівського військового коледжу в Сендгурсті. Це зменшило його плату за навчання. 29 вересня він був призваний до Королівського корпусу забезпечення лише після дев'яти місяців навчання. Це відбулося через військові потреби того часу; зазвичай курс навчання тривав від вісімнадцяти місяців до двох років. 1 жовтня Воррен полишив коледж і був відправлений у Францію.
Після Першої Світової Війни Воррен служив у Бельгії (1919), Альдершоті (листопад 1919), Сьєрра-Леоне (9 березня 1921 — березень 1922), Клочестері (4 жовтня 1922 — грудень 1925), Вулвічі (січень 1925 — квітень 1927) та Китаї (два рази: перший, починаючи з 11 квітня 1926 року в Цзюлуні, Південний Китай, потім у Шанхаї до квітня 1930 року; другий — з 9 жовтня 1931 до 14 грудня 1932). Він пішов у відставку 21 грудня 1932 року, маючи звання капітана, після вісімнадцяти років служби. Коли 2 вересня 1939 року Воррен був знову призваний на службу, він отримав тимчасове звання майора.
Після Другої Світової Війни Воррен оселився разом із братом у «Кільнсі» — їхньому домі в Гедінґтоні, поблизу Оксфорда, де жив до смерті Клайва (1963 рік).
Воррен Льюїс був похований у дворі Свято-Троїцької церкви, Гедінґтон, Оксфорд, у могилі свого брата.

## Особисте життя
Воррен Льюїс повернувся у християнство на початку травня 1931 року. Він часто брав участь у щотижневих «Інклінґів» та вів про них нотатки у своєму щоденнику. Протягом 1930-х років Льюїси здійснили вісім пішохідних екскурсій, кожна з яких була довжиною близько 50 миль. По тому Воррен із ніжністю згадував ці роки: «Вони були надзвичайно веселими та цікавими».
За словами Клайва Льюїса, Воррен був пиякою.

## Твори
Незабаром після своєї першої відставки в 1932 році, Воррен Льюїс відредагував сімейні документи Клайва. Після остаточного виходу на пенсію він почав досліджувати тему, що цікавила його протягом усього життя, — французьку історію XVII століття. Він опублікував сім книг про Францію часів правління Людовика XIV під іменем В. Г. Льюїс. Серед цих книг були й «Чудове століття: Деякі аспекти повсякденного життя Франції за часів правління Людовика XIV» та «Левантійський авантюрист: Подорожі та місії Шевальє д'Арвйо, 1653—1697». Уривок із «Чудового століття» вперше з'явився в «Есеї в подарунок Чарльзу Вільямсу», томі, видатному за редакції його брата, як неофіційна ювілейна збірка на користь вдови Вільямса.
Після смерті Клайва Люїса в 1963, Воррен відредагував перше опубліковане видання листів свого брата (1966 рік), додаючи його мемуари як передмови до листів. Пізніші видання цих листів редагувалися Волтером Гупером.
Перед смертю Воррен Льюїс віддав на збереження багато сімейних документів у колекцію — «Центр Маріона Е. Вейда» — коледжу Вітона, у тому числі й збережені папери власні та Клайва. У 1982 році уривки з щоденника Воррена Льюїса були опубліковані під назвою «Брати й друзі».